# Campeonato Mundial de Atletismo Sub-20 de 2018 - Salto triplo feminino
A prova do salto triplo feminino do Campeonato Mundial de Atletismo Sub-20 de 2018 ocorreu entre os dias 14 e 15 de julho no Estádio de Tampere em Tampere, na Finlândia. 

## Recordes
Antes desta competição, os recordes mundiais e do campeonato nesta prova eram os seguintes:
|     | Nome               | Nacionalidade | Distância | Local  | Data                 |
| --- | ------------------ | ------------- | --------- | ------ | -------------------- |
| WJR | Tereza Marinova    | Bulgária      | 14.62 m   | Sydney | 25 de agosto de 1996 |
| CR  | Tereza Marinova    | Bulgária      | 14.62 m   | Sydney | 25 de agosto de 1996 |
| WJL | Aleksandra Nacheva | Bulgária      | 14.00 m   | Sófia  | 17 de junho de 2018  |

## Medalhistas
| Ouro                     | Prata                | Bronze                   |
| Aleksandra Nacheva (BUL) | Mirieli Santos (BRA) | Davisleydi Velazco (CUB) |

## Cronograma
Todos os horários são locais (UTC+2).
| Data        | Hora  | Evento       |
| ----------- | ----- | ------------ |
| 14 de julho | 10:00 | Qualificação |
| 15 de julho | 14:00 | Final        |

## Resultados

### Qualificação
Qualificação: 13,20 m (Q) ou pelo menos melhor 12 qualificado (q) 
| Posição | Grupo | Atleta                   | Nacionalidade               | Tentativas | Tentativas | Tentativas | Marca | Notas           |
| Posição | Grupo | Atleta                   | Nacionalidade               | 1          | 2          | 3          | Marca | Notas           |
| ------- | ----- | ------------------------ | --------------------------- | ---------- | ---------- | ---------- | ----- | --------------- |
| 1       | A     | Aleksandra Nacheva       | Bulgária                    | 13.17      | 13.68      |            | 13.68 | Q               |
| 2       | A     | Mirieli Santos           | Brasil                      | 13.13      | 13.60      |            | 13.60 | Q,              |
| 3       | B     | Rūta Kate Lasmane        | Letónia                     | 13.48      |            |            | 13.48 | Q, NJR          |
| 4       | B     | Eva Pepelnak             | Eslovénia                   | 13.31      |            |            | 13.31 | Q               |
| 5       | B     | Davisleydi Velazco       | Cuba                        | x          | 13.04      | 13.29      | 13.29 | Q               |
| 6       | A     | Georgiana Iuliana Anitei | Roménia                     | 13.24      |            |            | 13.24 | Q               |
| 7       | B     | Diana Adasko             | Atletas Neutros Autorizados | 13.14      | 12.76      | 13.07      | 13.14 | q               |
| 8       | A     | Jasmine Moore            | Estados Unidos              | x          | 12.95      | 13.08      | 13.08 | q               |
| 9       | A     | Victoria Josse           | França                      | 12.60      | 12.83      | 13.03      | 13.03 | q               |
| 10      | A     | Li Yu                    | China                       | 13.03      | 12.79      | 12.75      | 13.03 | q,              |
| 11      | B     | Pan Youqi                | China                       | x          | 12.38      | 13.03      | 13.03 | q               |
| 12      | B     | Esra Yılmaz              | Turquia                     | x          | 12.90      | 12.99      | 12.99 | q               |
| 13      | A     | Charisma Taylor          | Bahamas                     | x          | 12.70      | 12.97      | 12.97 | Recorde pessoal |
| 14      | B     | Safiatou Faty            | França                      | x          | 12.86      | 12.78      | 12.86 |                 |
| 15      | A     | Camilla Vigato           | Itália                      | 12.86      | 12.50      | 12.71      | 12.86 |                 |
| 16      | B     | Ada Koistinen            | Finlândia                   | x          | 12.80      | 12.15      | 12.80 |                 |
| 17      | B     | Lexi Ellis               | Estados Unidos              | 12.72      | 12.63      | 12.49      | 12.72 |                 |
| 18      | B     | Lotavia Brown            | Jamaica                     | 12.62      | 12.02      | 12.72      | 12.72 |                 |
| 19      | A     | Fatima Koné              | Suécia                      | 12.53      | 12.07      | 12.45      | 12.53 |                 |
| 20      | A     | Suresh Priyadarshini     | Índia                       | x          | 12.50      | 12.35      | 12.50 |                 |
| 21      | B     | Ariana Kuzmanova         | Bulgária                    | 12.33      | 12.34      | x          | 12.34 |                 |
| 22      | B     | Diana Ana Maria Ion      | Roménia                     | x          | 12.31      | 11.13      | 12.31 |                 |
| 23      | A     | Gloria Mbaika Mulei      | Quénia                      | 12.29      | x          | x          | 12.29 |                 |
| 24      | A     | Mariya Adamchuk          | Ucrânia                     | 11.72      | 11.90      | 11.72      | 11.90 |                 |
| 25      | A     | Chiaki Kawazoe           | Japão                       | x          | x          | x          | NM    |                 |

### Final
A prova final foi realizada no dia 15 de julho às 14:00. 
| Posição           | Atleta                   | Nacionalidade               | Tentativas | Tentativas | Tentativas | Tentativas | Tentativas | Tentativas | Marca   | Notas                |
| Posição           | Atleta                   | Nacionalidade               | 1          | 2          | 3          | 4          | 5          | 6          | Marca   | Notas                |
| ----------------- | ------------------------ | --------------------------- | ---------- | ---------- | ---------- | ---------- | ---------- | ---------- | ------- | -------------------- |
| Medalha de ouro   | Aleksandra Nacheva       | Bulgária                    | x          | 14.18      | 13.62 w    | –          | –          | –          | 14.18   | WJL                  |
| Medalha de prata  | Mirieli Santos           | Brasil                      | 13.30      | x          | 12.95      | 13.12      | 13.81      | 12.31      | 13.81   | Recorde pessoal      |
| Medalha de bronze | Davisleydi Velazco       | Cuba                        | 13.53      | 13.78      | 13.75      | x          | 13.56      | x          | 13.78   |                      |
| 4                 | Eva Pepelnak             | Eslovénia                   | 13.05      | 13.10      | 13.42      | 13.40      | x          | 13.68      | 13.68   | Recorde pessoal      |
| 5                 | Rūta Kate Lasmane        | Letónia                     | x          | 13.54      | 13.30      | 13.45      | 13.26      | 13.22      | 13.54   | NJR                  |
| 6                 | Georgiana Iuliana Anitei | Roménia                     | x          | 13.04      | 13.33      | 13.22      | 13.46      | x          | 13.46   | Recorde da temporada |
| 7                 | Pan Youqi                | China                       | 13.01      | 13.22      | 13.09      | 13.13      | 13.27      | x          | 13.27   | Recorde pessoal      |
| 8                 | Esra Yılmaz              | Turquia                     | 12.78      | 13.24      | 13.22      | x          | x          | 12.99      | 13.24   |                      |
| 9                 | Diana Adasko             | Atletas Neutros Autorizados | x          | 12.96      | 13.14 w    |            |            |            | 13.14 w |                      |
| 10                | Jasmine Moore            | Estados Unidos              | 13.09      | 13.06      | x          |            |            |            | 13.09   |                      |
| 11                | Li Yu                    | China                       | x          | 13.04      | x          |            |            |            | 13.04   | Recorde pessoal      |
| 12                | Victoria Josse           | França                      | 12.59      | 13.03      | x          |            |            |            | 13.03   |                      |

Legenda
| Recorde mundial       | Recorde mundial (World record)               |                       | Recorde africano                      | Recorde africano (African) |                                           | Q | Classificado por posição (Qualified) |
| Recorde do campeonato | Recorde do campeonato (Championship record)  | Recorde da América    | Recorde da América (Americas)         | q                          | Classificado por melhor tempo (Qualified) |   |                                      |
| Melhor marca do ano   | Melhor marca do ano (World leading)          | Recorde asiático      | Recorde asiático (Asian)              | DNS                        | Não largou (Did not start)                |   |                                      |
| Recorde nacional      | Recorde nacional (National record)           | Recorde europeu       | Recorde europeu (European)            | DNF                        | Não terminou (Did not finish)             |   |                                      |
| Recorde pessoal       | Recorde pessoal do atleta (Personal best)    | Recorde da Oceania    | Recorde da Oceania (Oceania)          | DSQ / DQ                   | Desclassificado (Disqualified)            |   |                                      |
| Recorde da temporada  | Recorde da temporada do atleta (Season best) | Recorde sul-americano | Recorde sul-americano (South America) | NM                         | Sem marca (No mark)                       |   |                                      |